# Nathaniel Lee, Jr.
Nathaniel Van Lawrence Lee, Jr. (* 10. September 1989 in Jackson, Mississippi) ist ein US-amerikanischer Schauspieler.
Nathaniel's Karriere begann 1996, mit sechs Jahren in seiner Heimatstadt Clinton, Mississippi. Er spielte unter anderem in den Filmen Mein Hund Skip (My Dog Skip), O Brother, Where Art Thou? – Eine Mississippi-Odyssee, Ponder Heart – Liebe mit Folgen (The Ponder Heart) und der Dokumentationsserie The Blues – Warming by the Devil's Fire (2003) mit.
Nathaniel Lee Jr. ist der Bruder von Daniel Curtis Lee. Gemeinsam mit seinem Bruder hat Nathaniel das Gospelalbum Warming veröffentlicht. Auf dem Album spielt Nathaniel alle Musikinstrumente.